# 真龍龜屬
真龍龜屬是一种已灭绝属于双孔亚纲爬行动物。它拥有爬虫类的外型、以及能展开的尾巴，同时背部有一排刺，与现代蜥蜴长得相似。真龍龜化石是在瑞士阿尔卑斯山上最早发现的，从化石迹象推断它身长约20公分左右，拥有似刀片般的爪子。